# 國立嘉義農業專科學校
國立嘉義農業專科學校，簡稱嘉義農專、嘉農、NCIA，是過去位於臺灣嘉義市的一所專科學校。為今日國立嘉義大學的前身，1919年於嘉義市山仔頂，今國立嘉義高商現址創校，初名「臺灣總督府嘉義農林學校」，1938年遷至今西區的民生校區，1985年遷至今東區的蘭潭校區，1997年改制為國立嘉義技術學院，並於2000年2月1日與國立嘉義師範學院合併成國立嘉義大學。

## 學校象徵

### 校訓
國立嘉義農專的校訓為「勤、敬、公、能」。

### 天下嘉農

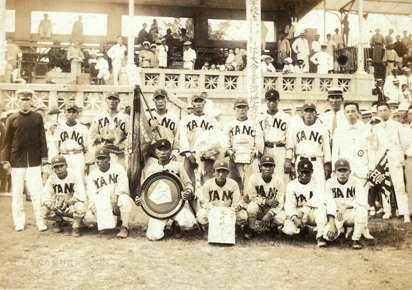
1931臺灣嘉義農林棒球隊贏得甲子園高校野球大會準優勝（亞軍）

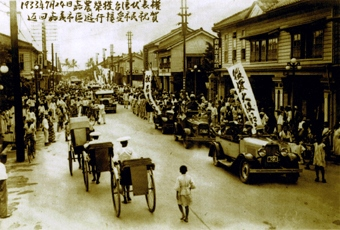
嘉義市區慶祝嘉農隊贏得甲子園高校野球大會臺灣代表權

學校於1928年成立嘉義農林棒球隊，初期成績並無過人之處，後在曾任甲子園名校「愛媛縣立松山商業學校」棒球部總教練的近藤兵太郎前來擔任教練，球隊才開始展露頭角。1931年，首次到臺北參賽便奪得全臺高校棒球冠軍，取得赴日參加夏季甲子園賽事（即第17回全國中等學校優勝野球大會），以首戰輪空，二戰三比零擊敗神奈川縣立商工實習學校，以及三戰十九比七大勝來自北海道的札幌商業学校的佳績，最後在決賽時，因投手吳明捷磨破皮的手指卻早已經不聽使喚，而以零比四敗給了來自愛知縣的「中京商業學校」奪下亞軍，其精神震驚全日本，贏得「天下嘉農」的美稱，是臺灣唯一在該賽事中取得名次的隊伍:671-675。嘉義農林棒球隊的名將在戰後，更帶起了臺灣東部原住民棒球風氣。其事蹟更翻拍成一部由魏德聖監製、導演馬志翔執導的臺灣電影KANO。

## 校史

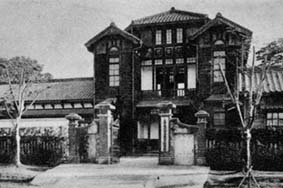
臺南州立嘉義農林學校校舍

1919年，臺灣總督府於嘉義廳山仔頂（嘉義公園旁、今「嘉義高商」現址）成立「臺灣公立嘉義農林學校」。1921年，隨著行政區劃為臺南州嘉義街（後改制為臺南州嘉義市，今嘉義市）更名「臺南州立嘉義農林學校」。1938年7月，由山仔頂遷校至嘉義市民生南路。1941年修業年限改為四年。1943年修業年限恢復為五年，僅設農科。1945年中華民國接管臺灣後，11月更名「臺灣省立嘉義農業職業學校」，明訂修業年限高、初級為三年，1947年增設森林科，1948年增設園藝科，1951年7月，更名「臺灣省立嘉義高級農業職業學校」，1952年8月，在蘭潭校區增設畜牧獸醫科。1954年8月1日，被選為示範農校，更名「臺灣省立嘉義示範高級農業職業學校」，成立蘭潭分部，1962年7月，增設農業土木科。
1965年3月升格改制為「臺灣省立嘉義農業專科學校」。1981年7月改隸中央，更名為「國立嘉義農業專科學校」，1985年遷校至蘭潭校區現址。。
1997年7月1日，改制升格為「國立嘉義技術學院」，設有十四個系科，招收大學部及專科部學生。2000年2月1日，與國立嘉義師範學院合併成「國立嘉義大學」。

## 教學單位

### 嘉義農林時期
- 1919年，分設農、林兩科。
- 1943年，僅設農科。

### 嘉義農校時期
- 1947年8月，增設森林科。
- 1948年8月，增設園藝科、農產製造科。
- 1952年8月，增設畜牧獸醫科。
- 1962年7月，增設農業土木科。

### 專科時期
- 農藝科
- 園藝科
- 森林科（1969年7月，森林科分設森林經營及森林利用兩組。1993年8月，森林科分為森林資源管理科與林產工業科。）
- 農產加工科（1965年3月設立農產加工科，1975年8月，易名為食品加工科。1989年8月，易名為食品工業科。）
- 畜牧獸醫科（1967年7月，畜牧獸醫科分設畜牧、獸醫兩組。1975年8月，畜牧組與獸醫組獨立設科。1993年8月，畜牧科改為畜產科。）
- 農業工程科（1970年7月，農業工程科分設農業機械及農田水利兩組。1980年8月，農業工程科分為農業機械工程科與農田水利工程科。1989年8月，農田水利工程科易名為農業土木工程科。）
- 農業經營科（1982年3月，奉准增設。）
- 植物保護科（1987年8月1日，增設。）
- 水產養殖科（1989年8月1日，增設。）
- 農業經濟科（1973年8月1日，增設。）
- 農場管理科（1984年3月30日，奉准增設，比照師專公費生。）

## 歷任校長
| 校名                                       | 任別         | 姓名                                                                                              | 任期               | 備註     |
| 日治時期                                   | 日治時期     | 日治時期                                                                                          | 日治時期           | 日治時期 |
| ------------------------------------------ | ------------ | ------------------------------------------------------------------------------------------------- | ------------------ | -------- |
| 臺灣總督府嘉義農林學校 （1919年-1921年）   |              |                                                                                                   |                    |          |
| 籌備                                       | 藤黑總左衛門 | 1919年4月—1919年5月                                                                               | 籌備主任           |          |
| 第一任                                     | 柳川鑑藏     | 1919年5月—1921年4 月                                                                              | 創校首任。         |          |
| 第一任                                     | 柳川鑑藏     | 臺南州立嘉義農林學校 （1921年-1945年）                                                            | 創校首任。         |          |
| 第一任                                     | 柳川鑑藏     | 1921年4月—1926年4月                                                                               | 創校首任。         |          |
| 第二任                                     | 樋口孝       | 1926年4月—1931年3月                                                                               |                    |          |
| 代理                                       | 中林直俊     | 1931年3月—1931年4月                                                                               |                    |          |
| 第三任                                     | 島內庸明     | 1931年4月—1937年4月                                                                               |                    |          |
| 第四任                                     | 田村朋一     | 1937年4月—1940年4月                                                                               |                    |          |
| 第五任                                     | 鹿討豐雄     | 1940年4月—1943年4月                                                                               |                    |          |
| 第六任                                     | 西崎茂       | 1943年4月—1944年2月                                                                               |                    |          |
| 第七任                                     | 服部正夷     | 1944年2月—1945年10月                                                                              | 戰後，離校。       |          |
| 戰後時期                                   |              |                                                                                                   |                    |          |
| 臺灣省立嘉義農業職業學校 （1945年-1951年） |              |                                                                                                   |                    |          |
| 第一任                                     | 劉傳來       | 1945年11月—1946年11月                                                                             | 戰後，首任。       |          |
| 代理                                       | 蔡鵬飛       | 1946年12月—1947年4月                                                                              |                    |          |
| 第二任                                     | 廖季清       | 1947年5月—1951年7月                                                                               |                    |          |
| 第二任                                     | 廖季清       | 臺灣省立嘉義高級農業職業學校 （1951年-1965年） 臺灣省立嘉義示範高級農業職業學校 （1957年-1958年） |                    |          |
| 第二任                                     | 廖季清       | 1951年7月—1952年9月                                                                               |                    |          |
| 代理                                       | 周簡文       | 1952年9月—1954年1月                                                                               |                    |          |
| 第三任                                     | 張愷         | 1954年2月—1965年3月                                                                               |                    |          |
| 第三任                                     | 張愷         | 臺灣省立嘉義農業專科學校 （1965年-1981年）                                                        |                    |          |
| 第三任                                     | 張愷         | 1965年3月—1967年8月                                                                               |                    |          |
| 第四任                                     | 鄧善章       | 1967年8月—1972年2月                                                                               |                    |          |
| 第五任                                     | 余傳韜       | 1972年2月—1979年5月                                                                               |                    |          |
| 第六任                                     | 余玉賢       | 1979年8月—1981年7月                                                                               |                    |          |
| 第六任                                     | 余玉賢       | 國立嘉義農業專科學校 （1981年-1997年）                                                            |                    |          |
| 第六任                                     | 余玉賢       | 1981年7月—1981年12月                                                                              |                    |          |
| 第七任                                     | 林中茂       | 1981年12月—1990年7月                                                                              |                    |          |
| 第八任                                     | 胡懋麟       | 1990年8月—1997年7月                                                                               |                    |          |
| 第八任                                     | 胡懋麟       | 國立嘉義技術學院 （1997年-2000年）                                                                |                    |          |
| 第八任                                     | 胡懋麟       | 1997年7月—1999年11月                                                                              |                    |          |
| 代理                                       | 邱義源       | 1999年11月—2000年1月                                                                              | （教務長代理校長） |          |

## 校友
- 吳明捷：嘉義農林棒球隊第一代球員
- 陳耕元：嘉義農林棒球隊第一代球員、曾任台東農校校長
- 蔡鴻文：曾任台中縣參議會參議員、台灣省臨時省議會議員、台灣省議會議員、台灣省議會議長、總統府國策顧問及資政
- 胡龍寶：曾任臺南縣縣長
- 何啟弘：曾任寶麗金唱片企劃、福茂唱片企劃部經理、科藝百代製作總監
- 陳明文：現任立法委員，曾任嘉義縣議員、嘉義縣議會議長、台灣省議會議員、嘉義縣縣長
- 蘇文雄：曾任雲林縣縣長
- 張榮味：曾任雲林縣縣長
- 林聰賢：曾任宜蘭縣縣長
- 侯湘婷：歌手

## 外部連結
- 國立嘉義大學（页面存档备份，存于） （繁體中文）（英文）
- KANO精神  嘉大傳承（页面存档备份，存于）